# Lucyna Krzemieniecka

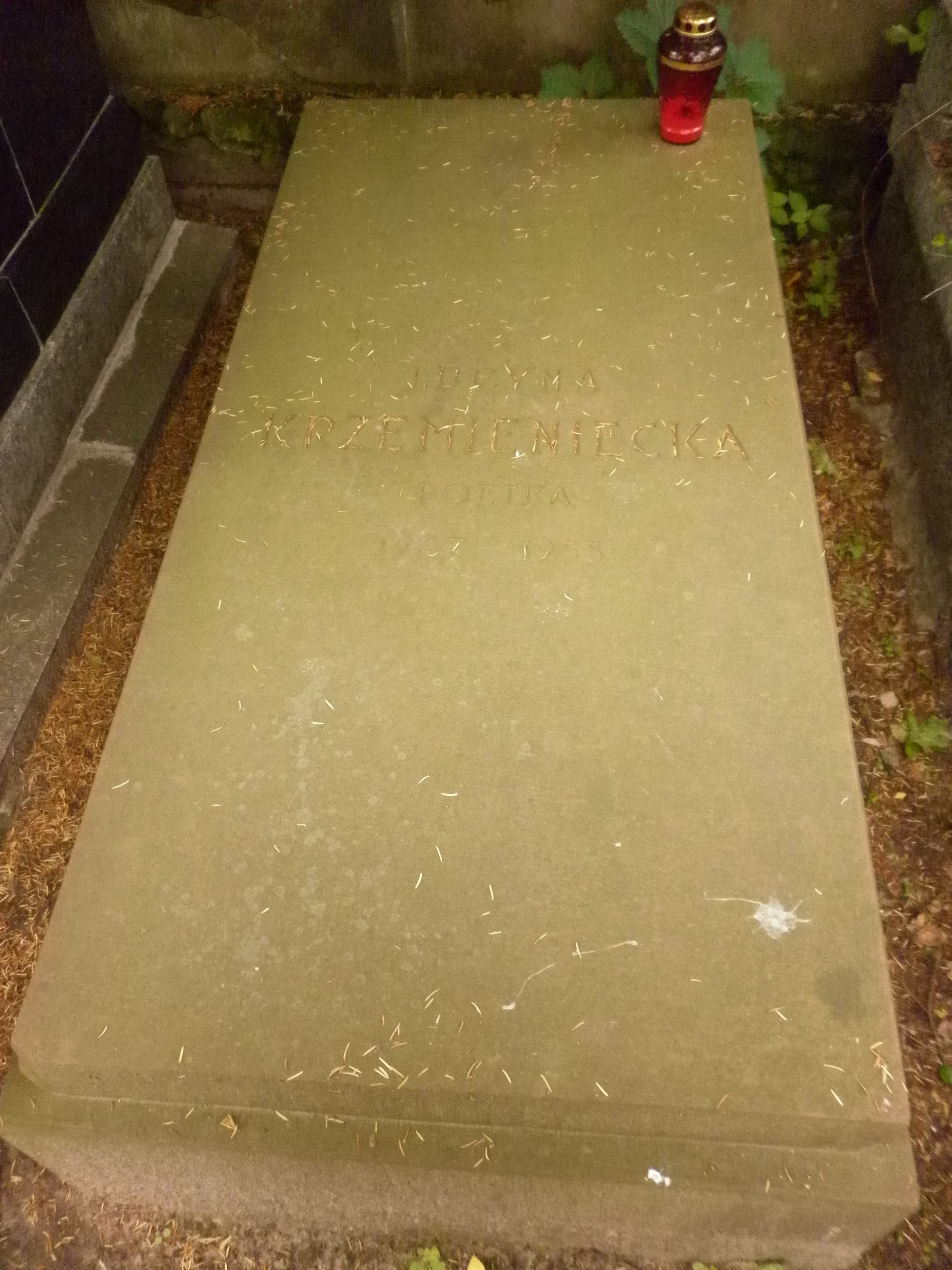
Grób Lucyny Krzemienieckiej

Lucyna Krzemieniecka, właśc. Wiera Zeidenberg (ur. 11 maja 1907 w Warszawie, zm. 22 września 1955 tamże) – polska pisarka pochodzenia żydowskiego, autorka popularnych, wielokrotnie wznawianych utworów dla dzieci, poetka.

## Życiorys
Córka warszawskich dentystów Michała Zeidenberga i Balbiny z domu Harkavi. Ukończyła gimnazjum Instytutu Pedagogicznego Wolnej Wszechnicy Polskiej, a następnie studiowała polonistykę i romanistykę na Uniwersytecie Warszawskim. Debiutowała na łamach pisma „Głos Prawdy” w 1926 roku, publikując potem również m.in. w „Bluszczu”, „Głosie Literackim”, Czynie Młodzieży PCK”, „Dziecku i Matce”, „Płomyku”, „Płomyczku”, „Słonku”. Związana z Kwadrygą. W 1927 roku przeszła na katolicyzm, przyjmując imię chrzestne Lucyna oraz wyszła za mąż za lewicowego poetę Andrzeja Wolicę (rozwiodła się z nim w 1929 roku). W latach 1930–1939 wydała około dwudziestu tomików z utworami dla dzieci. Okupację niemiecką spędziła w Warszawie, a powstanie warszawskie w okolicach stolicy. Po wojnie zamieszkała w Łodzi, a w 1948 roku wróciła do Warszawy. Była związana ze „Świerszczykiem”, „Płomykiem”, „Płomyczkiem”, „Iskierkami”, Teatrem „Baj” i Polskim Radiem, kontynuując obfitą twórczość literacką dla dzieci.
W okresie stalinowskim pisała również socrealistyczno-propagandowe utwory i zbiory przeznaczone dla najmłodszych, m.in. od poświęconych Warszawie (Warszawska piosenka), Świętu Pracy (Piosenka pierwszomajowa), żołnierzowi Ludowego Wojska Polskiego (Witaj bracie żołnierzu), po gloryfikujące Włodzimierza Lenina (Lenin wśród dzieci) i Józefa Stalina (O wielkim Stalinie).
Laureatka Nagrody Literackiej m.st. Warszawy w 1950 roku za twórczość dla dzieci i tomik wierszy O wielkim Stalinie oraz nagrody Prezesa Rady Ministrów w 1952 roku.
Spoczywa na cmentarzu Wojskowym na Powązkach w Warszawie (kw. B2-9-2).
Pośmiertnie została odznaczona Krzyżem Oficerskim Orderu Odrodzenia Polski.

## Wydane zbiory i utwory[1][6][7][8]
- 1930: Nad morzem. Książeczka do czytania, do malowania i do rysowania
- 1930: Idzie Nowy Roczek!
- 1930: O świerszczyku Bumcyku
- 1930: Łap-cap. Siedem bajek (zbiór, wersje skrócone: Łap-cap wg bajki O kuchciku, o nadziei i o drzwiach zamkniętych 1957, wyd. 4 1960; O kuchciku, o nadziei i o drzwiach zamkniętych 1972, wyd. 5 1991)
- 1932: Przyszła koza do woza
- 1932: Bajeczka z podwóreczka
- 1932: Cudowne okulary (zbiór, wyd. poszerz. 1957, wyd. 2 przejrz. 1967)
- 1932: Materjały dla propagandy spożycia cukru w szkołach powszechnych (z Zygmuntem Rusinkiem i J.P. Zajączkowskim)
- 1932: Cztery bajdy ciotki Adelajdy (wyd. 2 1947) (inna wersja: Bajdy ciotki Adelajdy 1932)
- 1932: O leniuchach lekkoduchach
- 1934: Tajemnicze odwiedziny (wyd. [3] 1971)
- 1934: O Helence co na tarki poszła
- 1935: Historja cała o niebieskich migdałach (wyd. 2 1947)
- 1935: Zbiór komedyjek dla kół młodzieży Polskiego Czerwonego Krzyża (dla dzieci)
- 1935: Zbiór komedyjek dla kół młodzieży Polskiego Czerwonego Krzyża (dla młodzieży)
- 1936: Z przygód krasnala Hałabały (wyd. 1 w 2 częściach, wyd. 2 1947, wyd. [25] 2016; lektura szkolna do 2016/2017)
- 1936: O sierotce Józi i o złotych kluczykach. Bajeczki dla dzieci
- 1937: Bajki niezapominajki
- 1938: O Jasiu Kapeluszniku (wyd. [3] 1966)
- 1938: Baśń o trzech siostrzyczkach (przekład angielski: The three little sisters, London, Glasgow 1942)
- 1938: Z przygód leśnego ludka
- 1939: O duszkach zawieruszkach
- 1946: Kariera Franka Żyrafy
- 1946: O młynarzu Sylwestrze (kompilacja: O Nowym Roku i młynarzu Sylwestrze, wyd. 1 1962, wyd. 3 1988)
- 1947: Pan Klet i jego klejnoty
- 1947: W bajowej gospodzie
- 1947: O Lichu i biednej Jagusi
- 1947: Baśń o trzech braciszkach
- 1947: Historia cała o niebieskich migdałach
- 1947: Czarodziejski światek
- 1948: Był sobie jeden dom
- 1948: U babci w gościnie
- 1948: Niech się co chce dzieje, Krakowiak się śmieje
- 1948: Lala Lila w samolocie
- 1948: Kłopoty Burka z podwórka
- 1948: O gęsiareczce Kasieni i cudownych listkach pani Jesieni (nowa wersja: Gęsiareczka Kasia 1957, wyd. 4 1960)
- 1949: O dębie co żołędzie rozdawał
- 1949: Warszawska piosenka
- 1949: O wielkim Stalinie (wyd. 2 1951, wyd. 3 1952)
- 1949: Pięć Zoś
- 1949: Parasol Hulaj-Dusza
- 1950: Jak to nad Bałtykiem bywa (wyd. 4 1954)
- 1950: Wiosna, lato, jesień, zima
- 1951: O tym jak się rzep do psiego ogona przyczepił (wyd. [5] 1994)
- 1951: Jaskółki (wyd. 2 1954)
- 1952: Lenin wśród dzieci (wyd. 2 1954)
- 1952: Słomkowy łańcuszek (wyd. 9 1984)
- 1952: W rodzinnej wiosce (wyd. [2] 1953)
- 1952: Witaj bracie żołnierzu (wyd. 2 1953, wyd. 3 1955)
- 1953: Kołysanka sarnia, Fanfara (z Zofią Rogowską)
- 1953: Piosenka zlotowa
- 1953: Dzieci
- 1953: Piosenka pierwszomajowa
- 1953: Leśne rachuneczki (wyd. [5] 1970; lektura szkolna)
- 1954: Pan Szyszkowski (wyd. 3 1957)
- 1954: O czym cyka świerszcz z kącika (wyd. 3 1958; lektura szkolna)
- 1954: Piosenka o złotym listku, Majowa nocka
- 1956: Domek zapomnienia (wyd. 7 1987)
- 1956: Bajże baju po zwyczaju (wyd. 2 1960)
- 1957: O tym jak krasnal na wesele do Baby Saby poszedł
- 1963: O jednym kruku
- 1964: Bajka o chciwej babie
- 1966: Dziwni goście (wyd. 2 1968)
- 1986: Hej, miła godzinka, stroi się choinka

Niektóre zbiory i utwory zostały przetłumaczone na języki: angielski, niemiecki, czeski, słowacki, serbsko-chorwacki i słoweński.
Utwory Lucyny Krzemienieckiej: Z przygód krasnala Hałabały, O czym cyka świerszcz z kącika i Leśne rachuneczki trafiły do kanonu lektur szkolnych Polskiej Rzeczypospolitej Ludowej i Rzeczypospolitej Polskiej (edukacja wczesnoszkolna), od pierwszego spisu z 1959 roku po rok szkolny 2016/2017.